# Puchar Narodów Afryki 2013
Puchar Narodów Afryki 2013 – 29. edycja turnieju o mistrzostwa Afryki w piłce nożnej, która odbyła się w Republice Południowej Afryki. RPA organizowała Puchar Narodów po raz drugi, po PNA 1996, gdzie zwyciężyła drużyna gospodarzy. Pierwotnie gospodarzem turnieju miała być Libia, jednak tytuł ten został jej odebrany ze względu na trwającą w kraju wojnę domową.

## Organizacja
Decyzja o organizacji Pucharu Narodów Afryki 2013 została ogłoszona przez CAF w dniu 29 września 2006. Po raz pierwszy w historii CAF decyzja dotycząca organizacji 3 kolejnych mistrzostw zapadła tego samego dnia.
W wyborze gospodarza oferty Mozambiku, Namibii oraz Senegalu zostały odrzucone.
W procesie wyłaniania gospodarza brały oferty:
- Angola
- Gabon i  Gwinea Równikowa
- Libia
- Nigeria

Ostatecznie gospodarzem została Libia.
W sierpniu 2011 roku Afrykańska Konfederacja Piłkarska postanowiła zmienić gospodarza turnieju, ze względu na trwającą w Libii wojnę domową. Nowym gospodarzem zostało RPA, natomiast Libia będzie gospodarzem w 2017 roku.

## Uczestnicy
W mistrzostwach uczestniczy 16 drużyn – reprezentacja gospodarzy oraz 15 ekip wyłonionych w trakcie kwalifikacji. W eliminacjach występowała także kadra Libii - pierwotny gospodarz turnieju, któremu następnie odebrano organizacje PNA 2013.

### Kwalifikacje
W 2010 roku CAF postanowiła, że kolejne turnieje będą odbywały się nie w latach parzystych jak dotychczas, lecz od 2013 roku w latach nieparzystych. Dlatego eliminacje do PNA 2013 zostały rozegrane w szybkim tempie kilku miesięcy, tuż po zakończeniu turnieju PNA 2012. W związku z tym zrezygnowano z klasycznej formuły eliminacji prowadzonych w grupach, a zdecydowano się na dwumecze. Kwalifikacje przebiegły w trzech fazach i trwały od 8 stycznia 2012 roku do 14 października 2012.

### Zakwalifikowane drużyny
| Drużyna                       | Dwumecz kwalifikacyjny   | Liczba występów dotychczas | Najlepszy wynik                                   | Ostatni występ |
| ----------------------------- | ------------------------ | -------------------------- | ------------------------------------------------- | -------------- |
| Południowa Afryka             | Gospodarz                | 7                          | Mistrzostwo (1996)                                | 2008           |
| Mali                          | Zwycięzca dwumeczu nr 1  | 8                          | II miejsce (1972)                                 | 2012           |
| Angola                        | Zwycięzca dwumeczu nr 2  | 6                          | Ćwierćfinał (2008, 2010)                          | 2012           |
| Ghana                         | Zwycięzca dwumeczu nr 3  | 18                         | Mistrzostwo (1963, 1965, 1978, 1982)              | 2012           |
| Nigeria                       | Zwycięzca dwumeczu nr 4  | 16                         | Mistrzostwo (1980, 1994)                          | 2010           |
| Zambia                        | Zwycięzca dwumeczu nr 5  | 15                         | Mistrzostwo (2012)                                | 2012           |
| Republika Zielonego Przylądka | Zwycięzca dwumeczu nr 6  | Debiutant                  | Debiutant                                         | Debiutant      |
| Maroko                        | Zwycięzca dwumeczu nr 7  | 14                         | Mistrzostwo (1976)                                | 2012           |
| Tunezja                       | Zwycięzca dwumeczu nr 8  | 15                         | Mistrzostwo (2004)                                | 2012           |
| Niger                         | Zwycięzca dwumeczu nr 9  | 1                          | Faza grupowa (2012)                               | 2012           |
| Etiopia                       | Zwycięzca dwumeczu nr 10 | 9                          | Mistrzostwo (1962)                                | 1982           |
| Algieria                      | Zwycięzca dwumeczu nr 11 | 14                         | Mistrzostwo (1990)                                | 2010           |
| Wybrzeże Kości Słoniowej      | Zwycięzca dwumeczu nr 12 | 19                         | Mistrzostwo (1992)                                | 2012           |
| Demokratyczna Republika Konga | Zwycięzca dwumeczu nr 13 | 15                         | Mistrzostwo (1968, 1974)                          | 2006           |
| Togo                          | Zwycięzca dwumeczu nr 14 | 6                          | Faza grupowa (1972, 1984, 1998, 2000, 2002, 2006) | 2006           |
| Burkina Faso                  | Zwycięzca dwumeczu nr 15 | 8                          | IV miejsce (1998)                                 | 2012           |

## Obiekty
| Johannesburg                                                                          | Johannesburg      | Durban                | Durban                 | Port Elizabeth             | Port Elizabeth             |
| ------------------------------------------------------------------------------------- | ----------------- | --------------------- | ---------------------- | -------------------------- | -------------------------- |
| Soccer City                                                                           | Soccer City       | Moses Mabhida Stadium | Moses Mabhida Stadium  | Nelson Mandela Bay Stadium | Nelson Mandela Bay Stadium |
| Pojemność: 94 700                                                                     | Pojemność: 94 700 | Pojemność: 55 000     | Pojemność: 55 000      | Pojemność: 48 000          | Pojemność: 48 000          |
|                                                                                       |                   |                       |                        |                            |                            |
| JohannesburgDurbanPort ElizabethNelspruitRustenburg Miasta-organizatorzy na mapie RPA |                   |                       |                        |                            |                            |
| Nelspruit                                                                             | Nelspruit         | Nelspruit             | Rustenburg             | Rustenburg                 | Rustenburg                 |
| Mbombela Stadium                                                                      | Mbombela Stadium  | Mbombela Stadium      | Royal Bafokeng Stadium | Royal Bafokeng Stadium     | Royal Bafokeng Stadium     |
| Pojemność: 43 500                                                                     | Pojemność: 43 500 | Pojemność: 43 500     | Pojemność: 42 000      | Pojemność: 42 000          | Pojemność: 42 000          |
|                                                                                       |                   |                       |                        |                            |                            |

## Losowanie
Losowanie grup odbyło się 24 października 2012 roku w Durbanie. 16 drużyn podzielono na 4 grupy po 4 zespoły. Drużyna gospodarza i obrońcy trofeum zostały przydzielone automatycznie do pierwszego koszyka, a pozostałe 14 drużyn przydzielono na podstawie osiągnięć z ostatnich trzech edycji turnieju według schematu.
| Faza turnieju                  | Punkty |
| ------------------------------ | ------ |
| Zwycięzca                      | 7      |
| Finalista                      | 5      |
| Przegrany półfinału            | 3      |
| Przegrany ćwierćfinału         | 2      |
| Wyeliminowany w fazie grupowej | 1      |
| Brak kwalifikacji              | 0      |

Dodatkowo uzyskane punkty były mnożone:
- punkty zdobyte w 2012 roku razy 3.
- punkty zdobyte w 2010 roku razy 2.
- punkty zdobyte w 2008 roku razy 1.

Tym sposobem wyłoniono następujący podział na koszyki:
| Koszyk 1 | Koszyk 2                                                      | Koszyk 3                                                           | Koszyk 4                                                                                                 |
| --- | ------------------------------------------------------------- | ------------------------------------------------------------------ | --- |
| Południowa Afryka (przydzielony do gr. A) Zambia (przydzielony do gr. C) Ghana (22 pkt) Wybrzeże Kości Słoniowej (22 pkt) | Mali (12 pkt) Tunezja (10 pkt) Angola (9 pkt) Nigeria (8 pkt) | Algieria (6 pkt) Burkina Faso (5 pkt) Maroko (4 pkt) Niger (3 pkt) | Togo (2 pkt) Republika Zielonego Przylądka (0 pkt) Demokratyczna Republika Konga (0 pkt) Etiopia (0 pkt) |

## Sędziowie
Na turniej powołano 18 sędziów głównych i 21 sędziów asystentów.
| - Mohamed Benouza - Djamel Haimoudi - Gehad Grisha - Eric Otogo-Castane - Bakary Gassama - Alioum Néant - Sylvester Kirwa - Hamada Nampiandraza - Koman Coulibaly - Ali Lemghaifry - Rajindraparsad Seechurn - Bouchaib El Ahrach - Daniel Bennett - Badara Diatta - Bernard Camille - Slim Jedidi - Doué Noumandiez - Janny Sikazwe | - Albdelhak Etchiali - Jerson Emiliano Dos Santos - Jean-Claude Birumushahu - Angesom Ogbamariam - Théophile Vinga - Malik Alidu Salifu - Evariste Mekouandé - Yanoussa Moussa - Marwa Range - Balla Diarra - Redouane Achik - Arsénio Chadreque Marengula - Peter Edibe - Zakhele Siwela - Félicien Kabanda - Djibril Camara - El Hadji Malick Samba - Ali Waleed Ahmed - Yéo Songuifolo - Bechir Hassani - Anouar Hmila |

## Faza grupowa[3]
Godziny rozpoczęcia meczów Czas południowoafrykański UTC+02:00

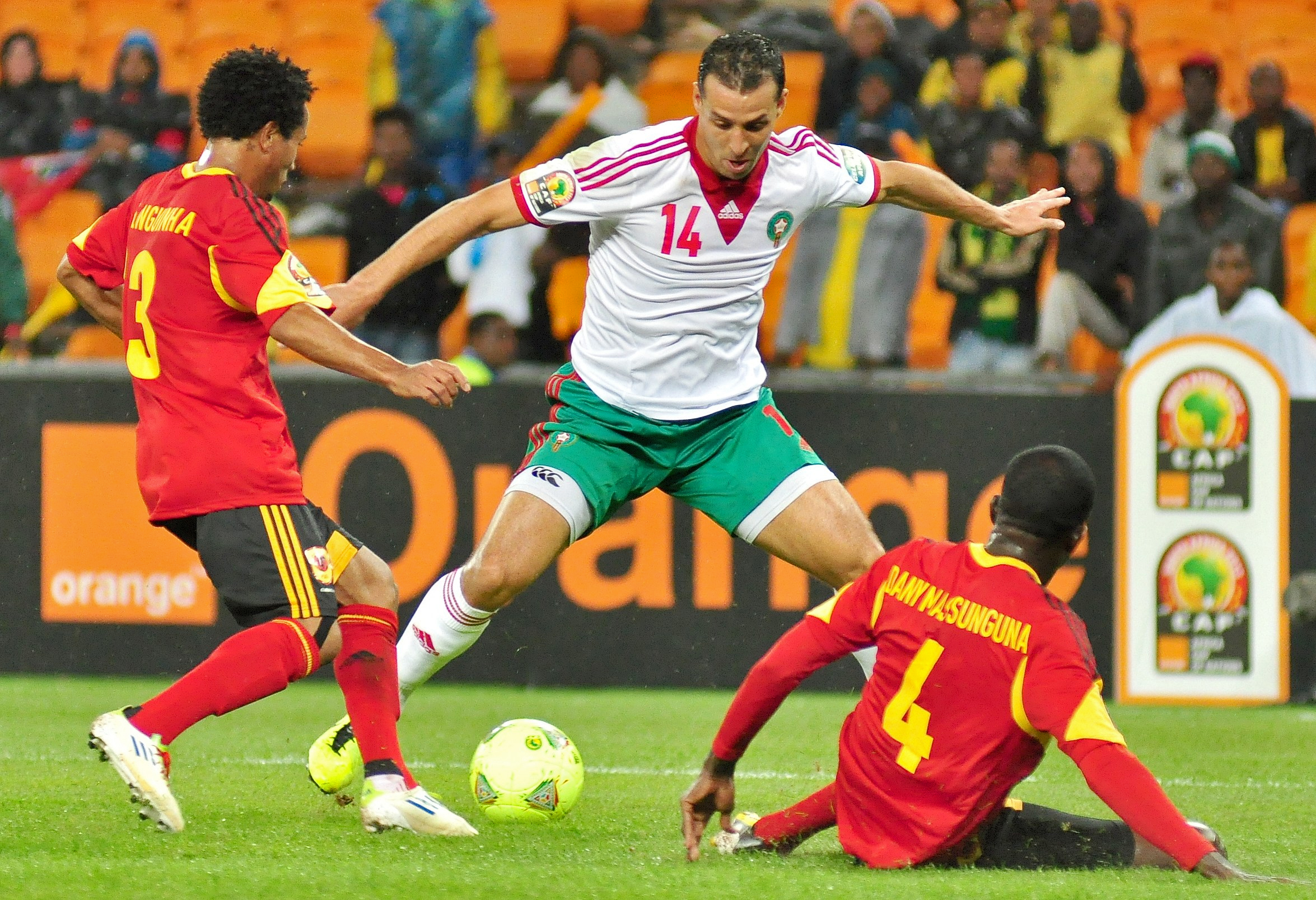
Mecz Angola – Maroko

### Grupa A
| Drużyna                       | Pkt | M | Z | R | P | Br+ | Br- | +/- |
| ----------------------------- | --- | - | - | - | - | --- | --- | --- |
| Południowa Afryka             | 5   | 3 | 1 | 2 | 0 | 4   | 2   | +2  |
| Republika Zielonego Przylądka | 5   | 3 | 1 | 2 | 0 | 3   | 2   | +1  |
| Maroko                        | 3   | 3 | 0 | 3 | 0 | 3   | 3   | 0   |
| Angola                        | 1   | 3 | 0 | 1 | 2 | 1   | 4   | -3  |

| 19 stycznia 2013 17:00 | Południowa Afryka | 0:0(0:0)Raport | Republika Zielonego Przylądka | Soccer City, Johannesburg Widzów: 50 000 Sędzia: Djamel Haimoudi |
|                        |                   |                |                               |                                                                  |

| 19 stycznia 2013 20:00 | Angola | 0:0(0:0)Raport | Maroko | Soccer City, Johannesburg Widzów: 25 000 Sędzia: Badara Diatta |
|                        |        |                |        |                                                                |

| 23 stycznia 2013 16:00 | Południowa Afryka · Siyabonga Sangweni 29' · Lehlohonolo Majoro 61' | 2:0(1:0)Raport | Angola | Moses Mabhida Stadium, Durban Widzów: 40 000 Sędzia: Koman Coulibaly |
|                        |                                                                     |                |        |                                                                      |

| 23 stycznia 2013 19:00 | Maroko · Youssef El-Arabi 78' | 1:1(0:1)Raport | Republika Zielonego Przylądka · 36' Platini | Moses Mabhida Stadium, Durban Widzów: 23 000 Sędzia: Janny Sikazwe |
|                        |                               |                |                                             |                                                                    |

| 27 stycznia 2013 19:00 | Maroko · Issam El Adoua 10' · Abdelilah Hafidi 82' | 2:2(1:0)Raport | Południowa Afryka · 71' May Mahlangu · 86' Siyabonga Sangweni | Moses Mabhida Stadium, Durban Widzów: 45 000 Sędzia: Bakary Gassama |
|                        |                                                    |                |                                                               |                                                                     |

| 27 stycznia 2013 19:00 | Republika Zielonego Przylądka · Fernando Varela 81' · Héldon Ramos 90+1' | 2:1(0:1)Raport | Angola · 33' (sam.) Nando Neves | Nelson Mandela Bay Stadium, Port Elizabeth Widzów: 20 000 Sędzia: Slim Jedidi |
|                        |                                                                          |                |                                 |                                                                               |

### Grupa B
| Drużyna                       | Pkt | M | Z | R | P | Br+ | Br- | +/- |
| ----------------------------- | --- | - | - | - | - | --- | --- | --- |
| Ghana                         | 7   | 3 | 2 | 1 | 0 | 6   | 2   | +4  |
| Mali                          | 4   | 3 | 1 | 1 | 1 | 2   | 2   | 0   |
| Demokratyczna Republika Konga | 3   | 3 | 0 | 3 | 0 | 3   | 3   | 0   |
| Niger                         | 1   | 3 | 0 | 1 | 2 | 0   | 4   | -4  |

| 20 stycznia 2013 16:00 | Ghana · Emmanuel Agyemang-Badu 40' · Kwadwo Asamoah 49' | 2:2(1:0)Raport | Demokratyczna Republika Konga · 53' Trésor Mputu · 69' (k) Dieumerci Mbokani | Nelson Mandela Bay Stadium, Port Elizabeth Widzów: 17 000 Sędzia: Daniel Bennett |
|                        |                                                         |                |                                                                              |                                                                                  |

| 20 stycznia 2013 19:00 | Mali · Seydou Keita 84' | 1:0(0:0)Raport | Niger | Nelson Mandela Bay Stadium, Port Elizabeth Widzów: 20 000 Sędzia: Slim Jedidi |
|                        |                         |                |       |                                                                               |

| 24 stycznia 2013 16:00 | Ghana · Wakaso Mubarak 38' (k) | 1:0(1:0)Raport | Mali | Nelson Mandela Bay Stadium, Port Elizabeth Widzów: 8 000 Sędzia: Désiré Doué Noumandiez |
|                        |                                |                |      |                                                                                         |

| 24 stycznia 2013 19:00 | Niger | 0:0(0:0)Raport | Demokratyczna Republika Konga | Nelson Mandela Bay Stadium, Port Elizabeth Widzów: 12 000 Sędzia: Bouchaib El-Ahrach |
|                        |       |                |                               |                                                                                      |

| 28 stycznia 2013 19:00 | Niger | 0:3(0:2)Raport | Ghana · 6' Asamoah Gyan · 23' Christian Atsu · 49' John Boye | Nelson Mandela Bay Stadium, Port Elizabeth Widzów: 10 000 Sędzia: Badara Diatta |
|                        |       |                |                                                              |                                                                                 |

| 28 stycznia 2013 19:00 | Demokratyczna Republika Konga · Dieumerci Mbokani 3' (k) | 1:1(1:1)Raport | Mali · 14' Mahamadou Samassa | Moses Mabhida Stadium, Durban Widzów: 13 000 Sędzia: Djamel Haimoudi |
|                        |                                                          |                |                              |                                                                      |

### Grupa C

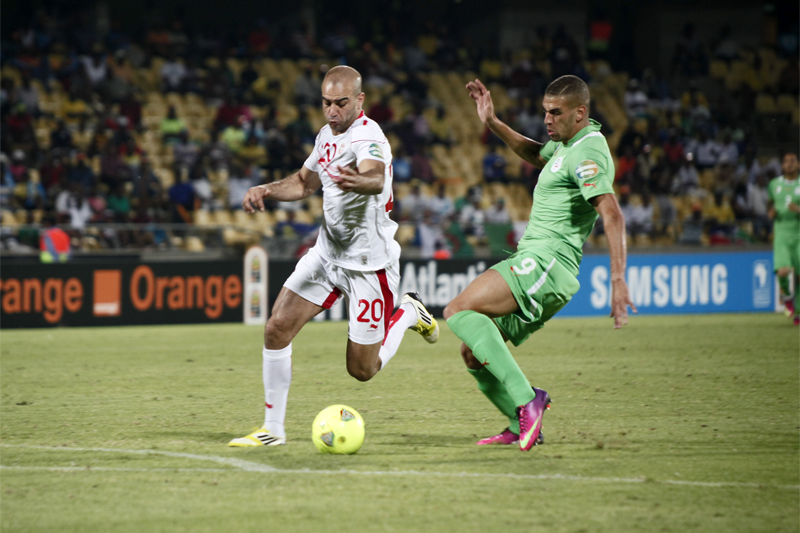
Mecz Tunezja – Algieria

| Drużyna      | Pkt | M | Z | R | P | Br+ | Br- | +/- |
| ------------ | --- | - | - | - | - | --- | --- | --- |
| Burkina Faso | 5   | 3 | 1 | 2 | 0 | 5   | 1   | +4  |
| Nigeria      | 5   | 3 | 1 | 2 | 0 | 4   | 2   | +2  |
| Zambia       | 3   | 3 | 0 | 3 | 0 | 2   | 2   | 0   |
| Etiopia      | 1   | 3 | 0 | 1 | 2 | 1   | 7   | -6  |

| 21 stycznia 2013 16:00 | Zambia · Collins Mbesuma 45+3' | 1:1(1:0)Raport | Etiopia · 65' Adane Girma | Mbombela Stadium, Nelspruit Widzów: 20 000 Sędzia: Eric Otogo-Castane |
|                        |                                |                |                           |                                                                       |

| 21 stycznia 2013 19:00 | Nigeria · Emmanuel Emenike 23' | 1:1(1:0)Raport | Burkina Faso · 90+4' Alain Traoré | Mbombela Stadium, Nelspruit Widzów: 18 000 Sędzia: Mohamed Benouza |
|                        |                                |                |                                   |                                                                    |

| 25 stycznia 2013 16:00 | Zambia · Kennedy Mweene 85' (k) | 1:1(0:0)Raport | Nigeria · 57' Emmanuel Emenike | Mbombela Stadium, Nelspruit Widzów: 25 000 Sędzia: Gehad Grisha |
|                        |                                 |                |                                |                                                                 |

| 25 stycznia 2013 19:00 | Burkina Faso · Alain Traoré 34', 74' · Djakaridja Koné 79' · Jonathan Pitroipa 90+5' | 4:0(1:0)Raport | Etiopia | Mbombela Stadium, Nelspruit Widzów: 35 000 Sędzia: Bernard Camille |
|                        |                                                                                      |                |         |                                                                    |

| 29 stycznia 2013 19:00 | Burkina Faso | 0:0(0:0)Raport | Zambia | Mbombela Stadium, Nelspruit Widzów: 8 000 Sędzia: Néant Alioum |
|                        |              |                |        |                                                                |

| 29 stycznia 2013 19:00 | Etiopia | 0:2(0:0)Raport | Nigeria · 79' (k), 90' (k) Victor Moses | Royal Bafokeng Stadium, Rustenburg Widzów: 30 000 Sędzia: Bouchaib El-Ahrach |
|                        |         |                |                                         |                                                                              |

### Grupa D
| Drużyna                  | Pkt | M | Z | R | P | Br+ | Br- | +/- |
| ------------------------ | --- | - | - | - | - | --- | --- | --- |
| Wybrzeże Kości Słoniowej | 7   | 3 | 2 | 1 | 0 | 7   | 3   | +4  |
| Togo                     | 4   | 3 | 1 | 1 | 1 | 4   | 3   | +1  |
| Tunezja                  | 4   | 3 | 1 | 1 | 1 | 2   | 4   | -2  |
| Algieria                 | 1   | 3 | 0 | 1 | 2 | 2   | 5   | -3  |

| 22 stycznia 2013 16:00 | Wybrzeże Kości Słoniowej · Yaya Touré 8' · Gervinho 88' | 2:1(1:1)Raport | Togo · 45+2' Jonathan Ayité | Royal Bafokeng Stadium, Rustenburg Widzów: 2 000 Sędzia: Néant Alioum |
|                        |                                                         |                |                             |                                                                       |

| 22 stycznia 2013 19:00 | Tunezja · Youssef Msakni 90+1' | 1:0(0:0)Raport | Algieria | Royal Bafokeng Stadium, Rustenburg Widzów: 8 000 Sędzia: Bakary Gassama |
|                        |                                |                |          |                                                                         |

| 26 stycznia 2013 16:00 | Wybrzeże Kości Słoniowej · Gervinho 21' · Yaya Touré 87' · Didier Ya Konan 90' | 3:0(1:0)Raport | Tunezja | Royal Bafokeng Stadium, Rustenburg Widzów: 30 000 Sędzia: Rajindraparsad Seechurn |
|                        |                                                                                |                |         |                                                                                   |

| 26 stycznia 2013 19:00 | Algieria | 0:2(0:1)Raport | Togo · 32' Emmanuel Adebayor · 90+3' Dové Wome | Royal Bafokeng Stadium, Rustenburg Widzów: 25 000 Sędzia: Hamada Nampiandraza |
|                        |          |                |                                                |                                                                               |

| 30 stycznia 2013 19:00 | Algieria · Sofiane Feghouli 64' (k) · El Arbi Hillel Soudani 70' | 2:2(0:0)Raport | Wybrzeże Kości Słoniowej · 77' Didier Drogba · 80' Wilfried Bony | Royal Bafokeng Stadium, Rustenburg Widzów: 5 000 Sędzia: Eric Otogo-Castane |
|                        |                                                                  |                |                                                                  |                                                                             |

| 30 stycznia 2013 19:00 | Togo · Serge Gakpé 13' | 1:1(1:1)Raport | Tunezja · 30' (k) Khaled Mouelhi | Mbombela Stadium, Nelspruit Widzów: 7 500 Sędzia: Daniel Bennett |
|                        |                        |                |                                  |                                                                  |

## Faza pucharowa
|  |                                                       |                               |                                        |                                          |       |              |                                      |                                                       |                                                       |                                                       |                   |       |       |
|  | Ćwierćfinały                                          | Ćwierćfinały                  | Ćwierćfinały                           |                                          |       | Półfinały    | Półfinały                            | Półfinały                                             |                                                       |                                                       | Finał             | Finał | Finał |
|  | Ćwierćfinały                                          | Ćwierćfinały                  | Ćwierćfinały                           |                                          |       | Półfinały    | Półfinały                            | Półfinały                                             |                                                       |                                                       | Finał             | Finał | Finał |
|  | 02.02.13 – Moses Mabhida Stadium, Durban              |                               |                                        |                                          |       |              |                                      |                                                       |                                                       |                                                       |                   |       |       |
|  |                                                       |                               |                                        |                                          |       |              |                                      |                                                       |                                                       |                                                       |                   |       |       |
|  | Południowa Afryka                                     | Południowa Afryka             | 1 (1)                                  |                                          |       |              |                                      |                                                       |                                                       |                                                       |                   |       |       |
|  | Południowa Afryka                                     | Południowa Afryka             | 1 (1)                                  | 06.02.13 – Moses Mabhida Stadium, Durban |       |              |                                      |                                                       |                                                       |                                                       |                   |       |       |
|  | Mali                                                  | Mali                          | 1 (3)                                  |                                          |       |              |                                      |                                                       |                                                       |                                                       |                   |       |       |
|  | Mali                                                  | Mali                          | 1 (3)                                  |                                          |       | Mali         | Mali                                 | 1                                                     |                                                       |                                                       |                   |       |       |
|  | 03.02.13 – Royal Bafokeng Stadium, Rustenburg         |                               |                                        |                                          |       | Mali         | Mali                                 | 1                                                     |                                                       |                                                       |                   |       |       |
|  |                                                       |                               | Nigeria                                | Nigeria                                  | 4     |              |                                      |                                                       |                                                       |                                                       |                   |       |       |
|  | Wybrzeże Kości Słoniowej                              | Wybrzeże Kości Słoniowej      | Nigeria                                | Nigeria                                  | 4     | 1            |                                      |                                                       |                                                       |                                                       |                   |       |       |
|  | Wybrzeże Kości Słoniowej                              | Wybrzeże Kości Słoniowej      |                                        |                                          |       | 1            | 10.02.13 – Soccer City, Johannesburg |                                                       |                                                       |                                                       |                   |       |       |
|  | Nigeria                                               | Nigeria                       | 2                                      |                                          |       |              |                                      |                                                       |                                                       |                                                       |                   |       |       |
|  | Nigeria                                               | Nigeria                       | 2                                      |                                          |       | Nigeria      | Nigeria                              | 1                                                     |                                                       |                                                       |                   |       |       |
|  | 03.02.13 – Mbombela Stadium, Nelspruit                |                               |                                        |                                          |       | Nigeria      | Nigeria                              | 1                                                     |                                                       |                                                       |                   |       |       |
|  |                                                       |                               | Burkina Faso                           | Burkina Faso                             | 0     |              |                                      |                                                       |                                                       |                                                       |                   |       |       |
|  | Burkina Faso                                          | Burkina Faso                  | Burkina Faso                           | Burkina Faso                             | 0     | 1            |                                      |                                                       |                                                       |                                                       |                   |       |       |
|  | Burkina Faso                                          | Burkina Faso                  | 06.02.13 – Mbombela Stadium, Nelspruit |                                          |       | 1            |                                      |                                                       |                                                       |                                                       |                   |       |       |
|  | Togo                                                  | Togo                          | 0                                      |                                          |       |              |                                      |                                                       |                                                       |                                                       |                   |       |       |
|  | Togo                                                  | Togo                          | 0                                      |                                          |       | Burkina Faso | Burkina Faso                         | 1 (3)                                                 | Mecz o 3. miejsce                                     | Mecz o 3. miejsce                                     | Mecz o 3. miejsce |       |       |
|  | 02.02.13 – Nelson Mandela Bay Stadium, Port Elizabeth |                               |                                        |                                          |       | Burkina Faso | Burkina Faso                         | 1 (3)                                                 | Mecz o 3. miejsce                                     | Mecz o 3. miejsce                                     | Mecz o 3. miejsce |       |       |
|  |                                                       |                               | Ghana                                  | Ghana                                    | 1 (2) |              |                                      | 09.02.13 – Nelson Mandela Bay Stadium, Port Elizabeth | 09.02.13 – Nelson Mandela Bay Stadium, Port Elizabeth | 09.02.13 – Nelson Mandela Bay Stadium, Port Elizabeth |                   |       |       |
|  | Ghana                                                 | Ghana                         | Ghana                                  | Ghana                                    | 1 (2) | 2            |                                      | 09.02.13 – Nelson Mandela Bay Stadium, Port Elizabeth | 09.02.13 – Nelson Mandela Bay Stadium, Port Elizabeth | 09.02.13 – Nelson Mandela Bay Stadium, Port Elizabeth |                   |       |       |
|  | Ghana                                                 | Ghana                         |                                        |                                          |       |              |                                      | Mali                                                  | Mali                                                  | 3                                                     |                   |       |       |
|  | Republika Zielonego Przylądka                         | Republika Zielonego Przylądka | 0                                      |                                          |       |              |                                      |                                                       | Mali                                                  | 3                                                     |                   |       |       |
|  | Republika Zielonego Przylądka                         | Republika Zielonego Przylądka | 0                                      |                                          |       |              |                                      | Ghana                                                 | Ghana                                                 | 1                                                     |                   |       |       |
|  |                                                       |                               |                                        |                                          |       |              |                                      |                                                       | Ghana                                                 | 1                                                     |                   |       |       |

### Ćwierćfinały
| 2 lutego 2013 16:00 | Ghana · Wakaso Mubarak 54' (k), 90+5' | 2:0(0:0) | Republika Zielonego Przylądka | Nelson Mandela Bay Stadium, Port Elizabeth Widzów: 8 000 Sędzia: Rajindraparsad Seechurn |
|                     |                                       |          |                               |                                                                                          |

| 2 lutego 2013 19:30                                                  | Południowa Afryka · Tokelo Rantie 31' | 1:1 k. 1:3(1:0)Raport                             | Mali · 58' Seydou Keita | Moses Mabhida Stadium, Durban Widzów: 45 000 Sędzia: Néant Alioum |
|                                                                      |                                       |                                                   |                         |                                                                   |
|                                                                      |                                       | Rzuty karne                                       |                         |                                                                   |
| Siphiwe Tshabalala · Dean Furman · May Mahlangu · Lehlohonolo Majoro |                                       | Cheick Diabaté · Adama Tamboura · Mahamane Traoré |                         |                                                                   |

| 3 lutego 2013 16:00 | Wybrzeże Kości Słoniowej · Cheik Tioté 50' | 1:2(0:1)Raport | Nigeria · 43' Emmanuel Emenike · 78' Sunday Mba | Royal Bafokeng Stadium, Rustenburg Widzów: 25 000 Sędzia: Djamel Haimoudi |
|                     |                                            |                |                                                 |                                                                           |

| 3 lutego 2013 19:30 | Burkina Faso · Jonathan Pitroipa 105' | 1:0 (dogr.)(0:0)Raport | Togo | Mbombela Stadium, Nelspruit Widzów: 27 000 Sędzia: Badara Diatta |
|                     |                                       |                        |      |                                                                  |

### Półfinały
| 6 lutego 2013 16:00 | Mali · Cheick Fantamady Diarra 75' | 1:4(0:3)Raport | Nigeria · 25' Uwa Elderson Echiéjilé · 30' Brown Ideye · 44' Emmanuel Emenike · 60' Ahmed Musa | Moses Mabhida Stadium, Durban Widzów: 54 000 Sędzia: Bakary Gassama |
|                     |                                    |                |                                                                                                |                                                                     |

| 6 lutego 2013 19:30                                          | Burkina Faso · Aristide Bancé 60' | 1:1 k. 3:2(0:1)Raport                                                                      | Ghana · 13' (k) Wakaso Mubarak | Mbombela Stadium, Nelspruit Widzów: 30 000 Sędzia: Slim Jedidi |
|                                                              |                                   |                                                                                            |                                |                                                                |
|                                                              |                                   | Rzuty karne                                                                                |                                |                                                                |
| Bakary Koné · Henri Traoré · Paul Koulibaly · Aristide Bancé |                                   | Isaac Vorsah · Christian Atsu · Harrison Afful · Emmanuel Clottey · Emmanuel Agyemang-Badu |                                |                                                                |

### Mecz o 3. miejsce
| 9 lutego 2013 19:00 | Mali · Mahamadou Samassa 20' · Seydou Keita 47' · Sigamary Diarra 90+4' | 3:1(1:0)Raport | Ghana · 81' Kwadwo Asamoah | Nelson Mandela Bay Stadium, Port Elizabeth Widzów: 6 000 Sędzia: Eric Otogo-Castane |
|                     |                                                                         |                |                            |                                                                                     |

### Finał
| 10 lutego 2013 19:30 | Nigeria · Sunday Mba 39' | 1:0(1:0)Raport | Burkina Faso | Soccer City, Johannesburg Widzów: 90 000 Sędzia: Djamel Haimoudi |
|                      |                          |                |              |                                                                  |

## Klasyfikacja końcowa

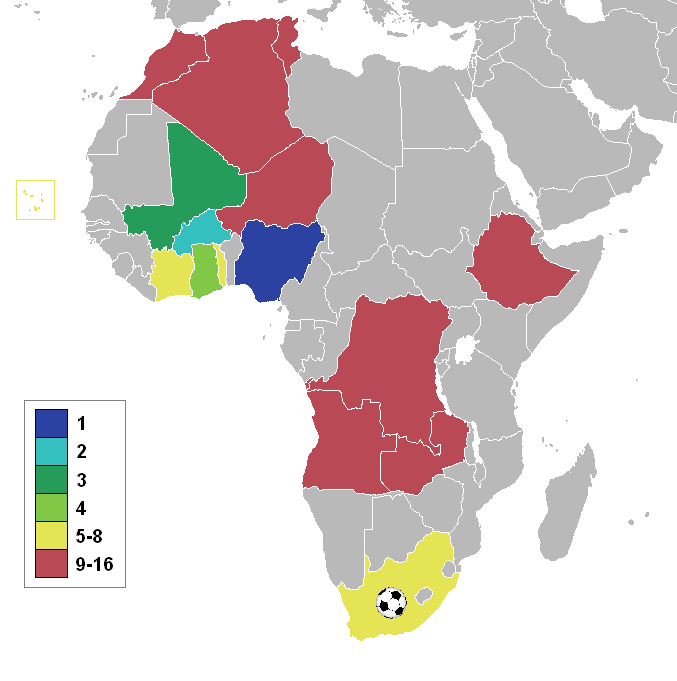
Kraje uczestniczące w Pucharze. Kolory reprezentują zajęte miejsca

| Lp. | Drużyna                       |
| --- | ----------------------------- |
|     | Nigeria                       |
|     | Burkina Faso                  |
|     | Mali                          |
| 4.  | Ghana                         |
| 5.  | Wybrzeże Kości Słoniowej      |
| 6.  | Południowa Afryka             |
| 7.  | Republika Zielonego Przylądka |
| 8.  | Togo                          |
| 9.  | Tunezja                       |
| 10. | Demokratyczna Republika Konga |
| 11. | Maroko                        |
| 12. | Zambia                        |
| 13. | Algieria                      |
| 14. | Angola                        |
| 15. | Niger                         |
| 16. | Etiopia                       |

## Nagrody
Wyróżnienia indywidualne dla zawodników:
| Wyróżnienie                    | Sponsor | Zawodnik          | Reprezentacja |
| ------------------------------ | ------- | ----------------- | ------------- |
| Zawodnik Fair Play             | Samsung | Victor Moses      | Nigeria       |
| Najlepszy zawodnik             | Orange  | Jonathan Pitroipa | Burkina Faso  |
| Najlepszy strzelec             | Pepsi   | Emmanuel Emenike  | Nigeria       |
| Strzelec najładniejszej bramki | Nissan  | Youssef Msakni    | Tunezja       |

Drużyna turnieju:
| Bramkarz        | Obrońcy                             | Pomocnicy                                                                 | Napastnicy                    |
| --------------- | ----------------------------------- | ------------------------------------------------------------------------- | ----------------------------- |
| Vincent Enyeama | Bakary Koné Nando Neves Efe Ambrose | Jonathan Pitroipa Wakaso Mubarak Seydou Keita John Obi Mikel Victor Moses | Asamoah Gyan Emmanuel Emenike |

## Strzelcy
4 gole

- Wakaso Mubarak
- Emmanuel Emenike

3 gole

- Alain Traoré
- Seydou Keita

2 gole

- Jonathan Pitroipa
- Dieumerci Mbokani
- Kwadwo Asamoah
- Mahamadou Samassa
- Sunday Mba
- Victor Moses
- Siyabonga Sangweni
- Gervinho
- Yaya Touré

1 gol

- Sofiane Feghouli
- El Arbi Hillel Soudani
- Aristide Bancé
- Djakaridja Koné
- Trésor Mputu
- Adane Girma
- Emmanuel Agyemang-Badu
- Christian Atsu
- John Boye
- Asamoah Gyan
- Cheick Fantamady Diarra
- Sigamary Diarra
- Issam El Adoua
- Youssef El-Arabi
- Abdelilah Hafidi
- Brown Ideye
- Uwa Elderson Echiéjilé
- Ahmed Musa
- May Mahlangu
- Lehlohonolo Majoro
- Tokelo Rantie
- Platini
- Héldon Ramos
- Fernando Varela
- Emmanuel Adebayor
- Jonathan Ayité
- Serge Gakpé
- Dové Wome
- Khaled Mouelhi
- Youssef Msakni
- Wilfried Bony
- Didier Drogba
- Didier Ya Konan
- Cheik Tioté
- Collins Mbesuma
- Kennedy Mweene

Bramki samobójcze
- Nando Neves dla Angoli

## Media

### Prawa telewizyjne
- Botswana TV[5]
- Eurosport[6]
- Canal+[7]
- GTV[8]
- Al Jazeera Sports[9]
- SABC[10], SuperSport[11]
- ESPN3[12]
- Eurosport, ITV4[13]